# Allison Oakes
Allison Oakes (* in Großbritannien) ist eine britische Opernsängerin. Als dramatischer Sopran ist sie für ihre Interpretation der Werke von Richard Wagner und Richard Strauss bekannt.

## Leben
Allison Oakes schloss zuerst ein Studium der Röntgendiagnostik ab, bevor sie in Deutschland bei Gudrun Fischer ein Gesangsstudium aufnahm, das sie mit Diplom und Konzertexamen abschloss. Direkt nach dem Studium begann ihre Karriere als jugendlich-dramatischer Sopran. Von 2006 bis 2009 war sie festes Ensemblemitglied am Staatstheater Darmstadt, wo sie u. a. Tosca in Tosca, die Leonora in Der Troubadour, die Elisabetta in Don Carlo und die Marie in Die verkaufte Braut sang.
Ihr Bayreuth-Debüt gab sie in der Ring-Inszenierung von Frank Castorf (2013 bis 2017). Unter der musikalischen Leitung von Kirill Petrenko sang sie die Partie der Freia in Das Rheingold, die Gerhilde in Die Walküre und die Gutrune in Götterdämmerung. In der Konzertsaison 2022/23 gab sie ihr Rollendebüt als Sieglinde in Richard Wagners Die Walküre unter Christian Thielemann an der Sächsischen Staatsoper Dresden.
Seit 2024 ist sie Professorin für Gesang an der Universität Mozarteum in Salzburg.

## Preise und Auszeichnungen
Allison Oakes gewann unter anderem den 1. Preis, den Orchesterpreis und den Publikumspreis beim Internationalen Lauritz-Melchior Wagner Gesangs-Wettbewerb 2010 in Aalborg und den Publikumspreis beim Internationalen Gesangswettbewerb Robert-Stolz 2005 in Hamburg.